# La Dernière Chevalerie
Pour plus de détails, voir Fiche technique et Distribution.
La Dernière Chevalerie (chinois simplifié : 豪侠 ; chinois traditionnel : 豪俠 ; pinyin : Háo Xiá) est un film hongkongais réalisé par John Woo et sorti en 1979.

## Synopsis
Échappant de justesse a un attentat commandité par un ennemi héréditaire de son clan, Gao Peng met au point un plan diabolique pour se venger de Pak Chang-to. Mais pour cela, il doit avant tout gagner le respect et l'amitié du jeune chevalier Chang Saam. Inconscient d'être l'instrument d'une terrible machination, Chang Saam accepte de défier Pak Chang-to avec l'aide inopinée de Tsing-yi (habit vert), un sabreur génial mais alcoolique.Les deux héros sont très attachés aux valeurs fondatrices de la chevalerie : loyauté et honneur. Rapidement ils deviennent les jouets du machiavélique seigneur Gao Peng qui les utilise pour assouvir sa soif de vengeance.

## Fiche technique
- Titre français : La Dernière Chevalerie
- Titre anglophone : Last Hurrah for Chivalry
- Titre original : chinois simplifié : 豪侠 ; chinois traditionnel : 豪俠 ; pinyin : Háo Xiá
- Réalisation et scénario : John Woo
- Musique : Frankie Chan
- Pays de production :  Hong Kong
- Format : Couleurs - 2,35:1 - Mono - 35 mm
- Genre : wu xia pian, action
- Durée : 106 minutes
- Dates de sortie :
  - Hong Kong : 22 novembre 1979
  - France : 15 septembre 2003 (DVD[1])

## Distribution
- Damian Lau (VF : Alexandre Gillet) : Tsing Yi
- Wei Pai (VF : Guillaume Lebon) : Chang Saam
- Wei Chiu-hua (VF : Marie-Eugénie Maréchal) : la courtisane
- Lau Kong (VF : Jean-Pierre Michaël) : Gao Peng
- Fung Hark-on (VF : Michel Dodane) : Pray
- Lee Hoi-sang (VF : Philippe Catoire) : Pak Chun-tong

Note : Le film n'a été doublé qu'en 2003 pour sa sortie DVD.